# Shkëlqim Troplini
Shkëlqim Troplini (* 1. Oktober 1966 in Durrës; † 7. November 2020 ebenda) war ein albanischer Ringer, der 1996 an den Olympischen Sommerspielen in Atlanta teilnahm. Der damals 29-jährige Athlet erreichte den 18. Platz im Schwergewicht (Freistil).
Troplini starb an den Folgen von COVID-19.